# Međuriječje
Međuriječje (cyr. Међуријечје) – wieś w Czarnogórze, w gminie Kolašin. W 2011 roku liczyła 84 mieszkańców.